# Luis Troquel
Luis Troquel és un periodista musical, compositor, lletrista i guionista de televisió espanyol. Forma part de l'equip de guionistes del programa musical Cachitos de hierro y cromo (La 2). Va començar la seva carrera periodística a la revista Rockdelux, amb la qual continua col·laborant, i amb una biografia de la banda anglesa The Smiths publicada el 1992. Ha treballat en el programa Música Moderna (BTV) i en l'emissora Flamencaymás, i escriu sobretot per a El Periódico de Catalunya, on dona prova de la seva versatilitat i del seu coneixement de les «músiques populars».